# Koeweit (stad)
Koeweit (Arabisch: Al-Kuwait - مدينة الكويت) is de hoofdstad van Koeweit en heeft ongeveer 640.000 inwoners en ongeveer 2.380.000 in het stedelijk gebied.
De stad Koeweit ligt in Centraal-Koeweit aan de oever van de Perzische Golf. De stad is het belangrijkste culturele, politieke en economische centrum van het land.
De stad werd in 1990 bezet door het Iraakse leger. Eind februari 1991 werd de stad door de geallieerde troepen bevrijd.

## Districten in de omgeving
Hoewel de volgende districten technisch gezien niet allemaal onderdeel zijn van Koeweit, liggen ze wel in de directe omgeving van de stad, waardoor ze gezien kunnen worden als een deel van de stad.
| - Abdullah Al-Salem - Al Andalus - Bayan - Bneid Al-Qar - Al Da'iya - Al Dasma - Fayha - Farwaniya - Al Ahmadi - Hawalli - Jabriya - Kaifan - Khaitan - Mahboula - Al Mansouriah - Mishref - Nuzha - Al-Qādisiyyah | - Qurtoba District - Rumaithiya - Salmiya - Abu Halifa - Mangaf - Sabah Al-Salem - Salwa - Al Shamiya - Sharq - Shuwaikh Port - Surra - Yarmouk - Al-Khalidiya - Al Jahrah - Adailiya - Esherj - Sabiya |

## Klimaat
Koeweit heeft een woestijnklimaat en is een van de warmste steden op aarde tijdens de zomer. Ook de winters zijn warm en er valt weinig regen. In de zomer wordt de 45 °C regelmatig overschreden, en ook temperaturen boven de 50 °C zijn niet ongewoon tijdens een hittegolf. 's Nachts blijft de temperatuur vaak boven de 30 °C. In de winter kan het 's nachts echter afkoelen tot onder de 8 °C. In de zomer valt er nauwelijks regen. De natste maand is januari, met zo'n 5 regenachtige dagen. In totaal zijn er gemiddeld 22 dagen per jaar waarop er regen valt. 
In de zomer kunnen zandstormen optreden, veroorzaakt door de Shamalwind. Ook op andere momenten in het jaar komen zandstormen weleens voor. De herfst is het seizoen met de minste zandstormen.
| Maand                  | jan | feb | mrt | apr | mei | jun | jul | aug | sep | okt | nov | dec | Jaar |
| ---------------------- | --- | --- | --- | --- | --- | --- | --- | --- | --- | --- | --- | --- | ---- |
| Gemiddeld maximum (°C) | 20  | 22  | 27  | 35  | 41  | 45  | 47  | 47  | 44  | 37  | 28  | 22  | 34   |
| Gemiddeld minimum (°C) | 9   | 10  | 14  | 20  | 25  | 29  | 31  | 30  | 26  | 22  | 15  | 10  | 20   |
|                        |     |     |     |     |     |     |     |     |     |     |     |     |      |
| Neerslag (mm)          | 30  | 11  | 18  | 12  | 0   | 0   | 0   | 0   | 0   | 1   | 19  | 26  | 116  |

## Transport

### Vliegveld
Kuwait International Airport (KWI) is de belangrijkste luchthaven van het land. Het is de thuishaven van Jazeera Airways en Kuwait Airways. Maatschappijen die vliegen op de luchthaven, zijn onder andere British Airways, Emirates, KLM, Lufthansa, EgyptAir, Qatar Airways en United Airlines. Om meer passagiers te kunnen vervoeren, wordt er op dit moment gewerkt aan een nieuwe terminal, die in 2016 voltooid moet worden.
Een gedeelte van het vliegveld wordt gebruikt als hoofdkwartier van de Koeweitse luchtmacht. Dit gedeelte heet Al Mubarak Vliegbasis, en huisvest tevens het Luchtmachtmuseum.

### Metro en trein
In Koeweit wordt op dit moment een metronetwerk aangelegd dat in totaal een lengte moet hebben van 160 kilometer. Het netwerk zal bestaan uit 69 stations en 4 lijnen. De metro moet operationeel zijn in 2020.
Verschillende Arabische landen werken samen aan een spoorlijn die passagiers vanuit Koeweit naar Saudi-Arabië, Bahrein, Qatar, de Verenigde Arabische Emiraten en Oman moet brengen. Deze Golfspoorweg zal een lengte hebben van meer dan 2000 kilometer en moet in gebruik worden genomen in 2017.

## Partnersteden
- Florence (Italië)
- Sarajevo (Bosnië en Herzegovina)
- Tunis (Tunesië)
- Belgrado (Servië)
- Beiroet (Libanon)
- Navi Mumbai (India)
- Isfahan (Iran)
- Almuñécar (Spanje)
- Marbella (Spanje)
- Ouagadougou (Burkina Faso)
- Parijs (Frankrijk)
- Cannes (Frankrijk)
- Londen (Verenigd Koninkrijk)
- Monaco (Monaco)
- Dubai (Verenigde Arabische Emiraten)
- Gaziantep (Turkije)

## Geboren
- Sabah Al-Ahmad Al-Jaber Al-Sabah (1929-2020), emir van Koeweit (2006-2020)
- Nawaf al-Ahmad al-Jaber al-Sabah (1937-2023), emir van Koeweit (2020-2023)
- Rania al-Yassin (1970), koningin van Jordanië
- Bader Al-Muttwa (1985), voetballer
- Roony Bardghji (2005), Zweeds-Syrisch voetballer